# Maria Bianka Mossoczy
Maria Bianka Mossoczy, właśc. Maria Bianka (ur. 9 czerwca 1887 w Brodach, zm. 18 sierpnia 1929 w Sanoku) – polska artystka malarka, literatka.

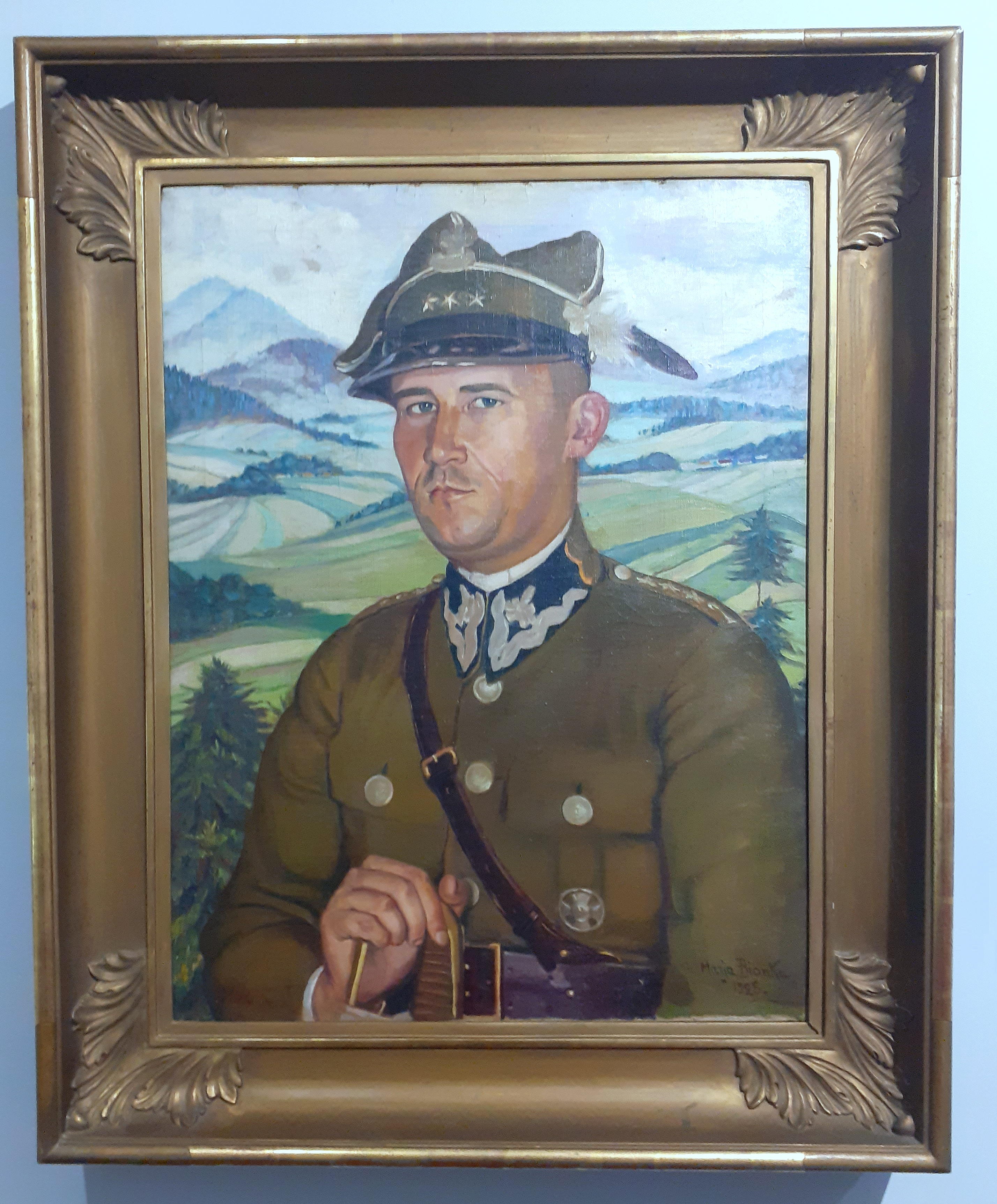
Portret kapitana 2 pułku Strzelców Podhalańskich z Sanoka autorstwa M.B. Mossoczy (zbiory MH w Sanoku)

## Życiorys
Urodziła się 9 czerwca 1887 w Brodach. Kształciła się w Monachium, gdzie była uczennicą prof. Alberta Weisgerbera, Felixa Eisengräbera i Maxa Feldbauera. Ponadto kształciła się w Paryżu u boku Maurice'a Denisa, Félixa Vallottona, George'a Desvallièresa.
Została artystką malarką. Po uzyskaniu wykształcenia artystycznego osiadła we Lwowie. Była też związana z Krakowem i warszawską „Zachętą”. Malowała pejzaże, portrety, kompozycje. Jej prace malarskie charakteryzowały się „oryginalnością, rzetelnością artystyczną, świadomością celów oraz ukazywaniem rzeczy «inaczej» niż inni”. Jej prace malarskie były prezentowane we Lwowie na wystawie w grudniu 1918, w 1921 i w 1922 podczas Targów Wschodnich, na indywidualnej w 1924. Wcześniej zorganizowano jej wystawy w Warszawie i w Krakowie. Wiosną 1925 przebywała w Paryżu, gdzie zorganizowała wystawę swych prac, przyjętą z uznaniem przez tamtejszą krytykę. W tym czasie uczestniczyła tam w otwarciu Międzynarodowej Wystawie Sztuki Dekoracyjnej, a jej relacja z tego wydarzenia ukazała się na łamach „Nowości Illustrowanych”. Dla tego tygodnika w tym roku pisała inne korespondencje ze stolicy Francji.
W malarstwie była przedstawicielką neoklasycyzmu, pozostając wierną kompozycyjnemu traktowaniu form. Prowadziła prywatną szkołę malarską we Lwowie. 20 lutego 1920 przystąpiła do zorganizowanego tego dnia Związku Plastyków we Lwowie.
Była autorką przekładu książki pt. Jezus i Judasz autorstwa Felixa Hollaendera, wydanego przez Ludowe Towarzystwo Wydawnicze we Lwowie w 1920. Jej osoba była ceniona w kręgach artystycznych i literackich, także w Warszawie. W latach 20. była uważana za jedną z najbardziej utalentowanych malarek lwowskich i za jedną z najwybitniejszych ówcześnie artystek lwowskich. W 1928 zorganizowano wystawę jej prac malarskich w Paryżu, przychylnie przyjętych przez tamtejszą krytykę.
Po odzyskaniu przez Polskę niepodległości (1918) i nastaniu II Rzeczypospolitej była nauczycielką w Państwowej Szkole Realnej im. Jana i Andrzeja Śniadeckich we Lwowie, w której od 1 września 1920 do 28 lutego 1921 przebywała na urlopie dla poratowania zdrowia, a od 1 marca 1921 uczyła pracy ręcznej. W roku szkolnym 1922/1923 uczyła w III Państwowym Gimnazjum im. Króla Stefana Batorego we Lwowie, a od 1922 ponownie w XI Państwowym Gimnazjum im. Jana i Andrzeja Śniadeckich we Lwowie.
Zmarła 18 sierpnia 1929 po przebytej operacji w Sanoku, gdzie przebywała na urlopie. Została pochowana na cmentarzu w Sanoku 20 sierpnia 1929 po pogrzebie pod przewodnictwem ks. Franciszka Witeszczaka.
Jej mężem był Mieczysław Julian Mossoczy (ur. 1887), który od 1927 do 1933 pracował jako nauczyciel matematyki w Państwowym Gimnazjum im. Królowej Zofii w Sanoku. Ponadto uczniem tej szkoły był wówczas Witold Mossoczy.